# Syntbas
Syntbas är ett musikinstrument som kom vid slutet av 1970-talet och början av 1980-talet. Det blev ett instrument som snabbt såldes runtom i världen. Syntbasen har använts i hitar som till exempel Thriller (Michael Jackson) och Staying Power (Freddie Mercury). På 2000-talet har inte syntbasen spelat lika stor roll,[källa behövs] men dess föregångare, elbasen, används än idag.